# Antapur, Mudhol
Antapur là một làng thuộc tehsil Mudhol, huyện Bagalkot, bang Karnataka, Ấn Độ.